# Франсиско, Антонио
Антонио Франсиско (порт.-браз. Antônio Francisco; 6 ноября 1920, Кампинас — 8 октября 1997, Кампинас), более известный под именем Нининьо (порт.-браз. Nininho) — бразильский футболист, нападающий.

## Карьера
Нининьо начал карьеру в клубе «Кампинас» в 1937 году. В 1945 году он перешёл в клуб «Португеза Деспортос», дебютировав в матче с «Ипирангой», где Симао забил два гола, а его команда победила 3:2. Год спустя он выиграл Начальный турнир Паулиста. В начале 1950-х он стал частью команды, одной из лучших в истории «Португезы», вместе с Пингой, Симао, Бранданзиньо и Жулиньо. Эта команда выиграла турнир Сан-Исидро и турнир Рио-Сан-Паулу. Всего за «Португезу» Нининьо выступал 9 лет, проведя 291 игру и забив 132 гола (в других источниках 115 голов). Позже Нининьо играл за клубы «Понте-Прета» и «Катандува».
В сборной Бразилии Нининьо дебютировал 13 апреля 1949 года в матче с Боливией на чемпионате Южной Америки, где сразу сделал хет-трик. Затем он провёл на турнире, выигранном бразильцами, ещё 3 игры, голов не забивал. Эти матчи так и остались единственными, сыгранными Симао в футболке национальной команды.
Умер Нининьо 8 октября 1997 года в Кампинасе, оставив двух дочерей и несколько внуков.

## Статистика
| Матчи Нининьо за сборную Бразилии | Матчи Нининьо за сборную Бразилии | Матчи Нининьо за сборную Бразилии | Матчи Нининьо за сборную Бразилии | Матчи Нининьо за сборную Бразилии | Матчи Нининьо за сборную Бразилии | Матчи Нининьо за сборную Бразилии |
| --------------------------------- | --------------------------------- | --------------------------------- | --------------------------------- | --------------------------------- | --------------------------------- | --------------------------------- |
| №                                 | Дата                              | Место проведения                  | Оппонент                          | Счёт                              | Голы                              | Турнир                            |
| 1                                 | 10 апреля 1949                    | Сан-Паулу                         | Боливия                           | 10:1                              | 3                                 | Чемпионат Южной Америки           |
| 2                                 | 13 апреля 1949                    | Сан-Паулу                         | Чили                              | 2:1                               | —                                 | Чемпионат Южной Америки           |
| 3                                 | 17 апреля 1949                    | Сан-Паулу                         | Колумбия                          | 5:0                               | —                                 | Чемпионат Южной Америки           |
| 4                                 | 30 апреля 1949                    | Рио-де-Жанейро                    | Уругвай                           | 5:1                               | —                                 | Чемпионат Южной Америки           |

## Достижения
- Чемпион Южной Америки: 1949
- Победитель турнира Рио-Сан-Паулу: 1952